# Krosshaug

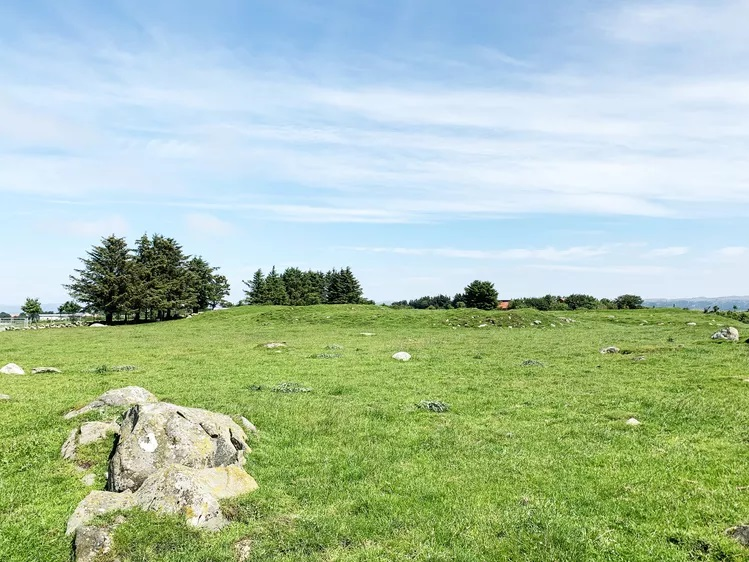
Krosshaug

Klepp in Rogaland

Der Krosshaug (häufig als zusammenhängende Stätte Tinghaug - Krosshaug - Dysjane genannt) liegt am 102 m hohen Tinghaug südlich von Klepp bei Stavanger im Fylke Rogaland in Norwegen. Der Krosshaug (deutsch Kreuzhügel) hat seinen Namen von einem Steinkreuz, das 1855 während einer Sankthans-Feier zerstört und 1937 restauriert wurde.
Der Krosshaug ist eine stark beschädigte Röse mit einer offenen Steinkiste aus der Eisenzeit (etwa 450 n. Chr.) Die Funde zeigen, dass dort die „Kvinne fra Krosshaug“ eine wohlhabende (Gold- und Silberschmuck) Frau begraben wurde.
Die Steinkiste ohne Boden ist direkt auf den Berg gebaut, nicht ungewöhnlich in Westnorwegen und im Trøndelag. Die Archäologin Jenny-Rita Næss (geb. 1936) nennt sie Rahmenkonstruktion, da sie keinen Boden hat. Der Boden wurde mit Kies, Kieselstein oder Steinen geglättet. Drei Seiten der Kiste sind aus Trockenmauerwerk  errichtet. Ein großer Findling bildet die andere Schmalseite. Die Nordost-Südwest orientierte trapezoide Kiste ist 4,65 m lang, an der Nordostseite 1,05 m und auf der Südwestseite auf 0,80 m breit. Die Tiefe beträgt 0,9 m. Die Tote befand sich in ein Bärenfell gehüllt in einem Eichensarg.
Der Hügel wurde im Laufe der Jahrhunderte verwüstet. Im Zweiten Weltkrieg wurde auf dem Hügel ein Verteidigungsposten errichtet. Dies wurde gestoppt, aber man kann immer noch die Gräben sehen.
1897 wurden an der Westseite des Tinghaug 16 Guldgubber (norwegisch Gullgubbe) aus dem späten 8. Jahrhundert, die einzigen in Rogaland, gefunden. In der nordischen Region wurden insgesamt 100 solcher Goldbleche mit der ältesten Toreutik des Nordens gefunden. Die gehämmerten Stücke sind etwa 1,0 × 1,0 cm groß und zeigen zwei Figuren, vermutlich die nordischen Götter Freyr (norwegisch Frøy) und Gerd, und haben etwas mit Fruchtbarkeitskult zu tun.
Dysjane liegt nördlich des Krosshaug und ist eine Tunanlegg. Die Reste von 16 Häusern des ovalen Tun liegen zwischen acht Grabhügeln. Das Gebiet wurde zwischen der Zeitenwende und 400 n. Chr. genutzt.